# Pteropera augustini
Pteropera augustini är en insektsart som beskrevs av Donskoff 1981. Pteropera augustini ingår i släktet Pteropera och familjen gräshoppor. Inga underarter finns listade i Catalogue of Life.